# Bisdom Caserta
Het bisdom Caserta (Latijn: Dioecesis Casertana; Italiaans: Diocesi di Caserta) is een in Italië gelegen rooms-katholiek bisdom met zetel in Caserta in de gelijknamige provincie. Het bisdom behoort tot de kerkprovincie Napels, en is, samen met de aartsbisdommen Capua en Sorrento-Castellammare di Stabia, de bisdommen Acerra, Alife-Caiazzo, Aversa, Ischia, Nola, Pozzuoli, Sessa Aurunca en Teano-Calvi en de territoriale prelatuur Pompeï, suffragaan aan het aartsbisdom Napels.

## Geschiedenis
Het bisdom Caserta werd opgericht in de 12 eeuw. Op 30 april 1979 werd Caserta suffragaan aan het aartsbisdom Napels.

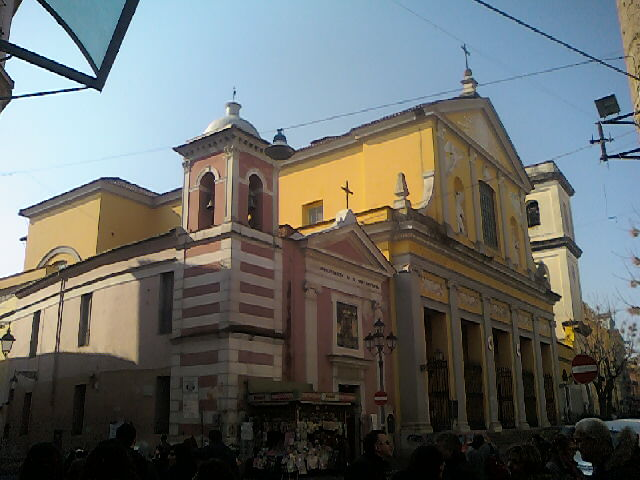
Kathedraal van Caserta